# Kōban
Pour les articles homonymes, voir Koban (homonymie).

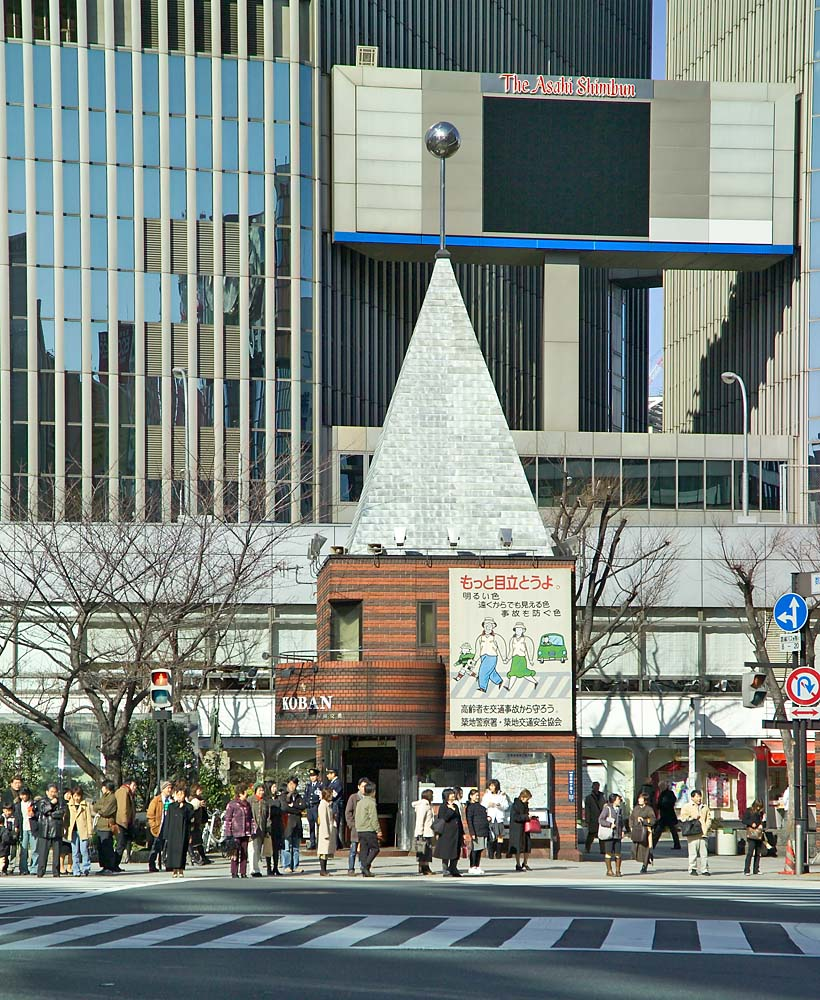
Kōban dans le quartier de Ginza à Tokyo

Un kōban (交番, « intersection-garde ») est un petit poste de police au Japon. Il y en a un peu plus d'un millier à Tokyo et plus de 6 000 au Japon,.

## Présentation

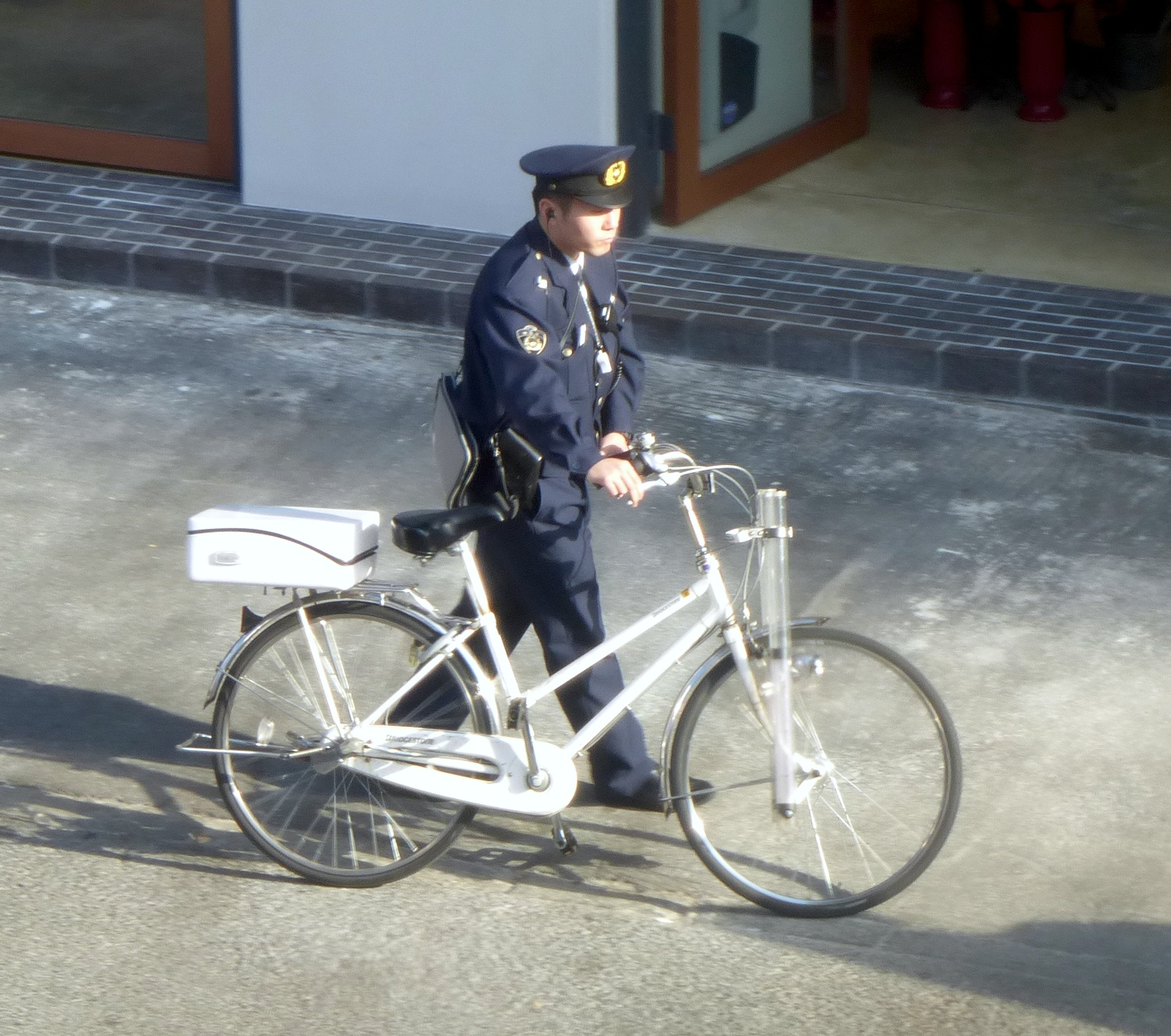
Policier japonais à vélo.

Ces petites structures sont dépendantes d'un plus gros poste de la police d'état (environ un par arrondissement de Tokyo). Dans chacune d'elles, de trois à huit policiers montent la garde, contrôlent la sécurité du territoire dont ils sont chargés à pied, à vélo, en scooter ou en voiture. En ville, ils sont ouverts 24 h/24.
Toutefois, leur mission est aussi d'indiquer leur chemin aux passants, du fait de l'extrême difficulté à trouver son chemin dans la capitale japonaise. Ils ont aussi la charge de compter les blessés et les morts dans les accidents de la route à Tokyo. Ils ont pour cela un tableau rétro-éclairé jaune, où sont clairement affichés les nombres quotidiens d'accidentés. Ils ont enfin la charge d'aider les gens ivres dans la rue. Il n'est pas rare de voir des salarymen allongés sur le trottoirs dans les rues de la capitale. Ils seraient comparables à une « police de proximité » omniprésente dans la ville. Ils sont d'ailleurs très bien perçus par la population, car ils font preuve de patience et de politesse.
L'architecture de certains de ces postes de police est singulière, liée à l'histoire et la personnalité du quartier. On trouve par exemple un petit manoir français dans l'ancien port de Nagasaki, de l'aluminium futuriste à Shinagawa ou à Shinbashi, du béton à Kabukichō, des miroirs à Ginza.

## Influences
Le concept de kōban s'est exporté dans plusieurs pays, dont Singapour et le Brésil, où le nom original a été conservé. Il semble que ce système soit plus performant, plus proche de la population mais aussi plus écologique du fait de l'usage systématique de vélo et non de voiture de patrouille[réf. nécessaire].